# Dwm
dwm – dynamiczny menedżer okien dla X11. Jest bardzo podobny do wmii, lecz wewnętrznie posiada prostszą budowę. dwm został napisany w C. Jednym z założeń projektu jest nigdy nie przekroczyć 2000 linii kodu, a wszystkie opcje przeznaczone do konfiguracji są umieszczone w jednym pliku nagłówkowym.